# Lonely Tears in Chinatown
„Lonely Tears in Chinatown” – singel promujący czwarty album niemieckiego zespołu Modern Talking, In The Middle Of Nowhere, wydany w 1986 roku przez wytwórnię Hansa Records tylko w Hiszpanii i na Filipinach zamiast singla „Give Me Peace on Earth”.

## Lista utworów

### Wydanie na 7"
7" (Hansa A-108.838)
| Nr | Tytuł                     | Długość |
| -- | ------------------------- | ------- |
| 1. | Lonely Tears in Chinatown | 3:29    |
| 2. | Give Me Peace on Earth    | 4:11    |

### Wydanie na 12"
12" (Ariola-Hansa F-608.838)
| Nr | Tytuł                     | Długość |
| -- | ------------------------- | ------- |
| 1. | Lonely Tears in Chinatown | 3:29    |
| 2. | Give Me Peace on Earth    | 4:11    |

## Listy przebojów (1986)
| Państwo   | Najwyższa pozycja |
| --------- | ----------------- |
| Hiszpania | 9                 |

## Autorzy
- Muzyka: Dieter Bohlen
- Autor tekstów: Dieter Bohlen
- Wokalista: Thomas Anders
- Producent: Dieter Bohlen
- Aranżacja: Dieter Bohlen
- Współproducent: Luis Rodríguez